# شباني (مقاطعة دهغلان)
شباني (بالإنجليزية: Shabani, Iran)‏ هي منطقة سكنية تقع في كردستان في إيران. يقدر عدد سكانها بـ 218 نسمة .